# Ishibashi Noriko
Ishibashi Noriko (石橋 紀子) là một cựu cầu thủ bóng đá nữ người Nhật Bản.

## Đội tuyển bóng đá nữ quốc gia Nhật Bản
Ishibashi Noriko thi đấu cho đội tuyển bóng đá nữ quốc gia Nhật Bản từ năm 1989 đến 1991.

## Thống kê sự nghiệp
| Nhật Bản  | Nhật Bản | Nhật Bản |
| Năm       | Trận     | Bàn      |
| --------- | -------- | -------- |
| 1989      | 1        | 1        |
| 1990      | 0        | 0        |
| 1991      | 2        | 0        |
| Tổng cộng | 3        | 1        |